# Pièce commémorative de 1 dollar américain pour le 250e anniversaire de Thomas Jefferson
La pièce commémorative de 1 dollar américain pour le 250e anniversaire de Thomas Jefferson est une pièce en argent, non circulante, émise par la Monnaie des États-Unis en 1993 et frappée par les Monnaies de San Francisco et de Philadelphie.
Cette pièce d'un dollar est autorisée par la loi 103-186 du 14 décembre 1993, qui prévoit l'émission d'une pièce commémorative pour célébrer le 250e anniversaire de la naissance du troisième président des États-Unis, Thomas Jefferson, le 13 avril 1743.

## Contexte
Thomas Jefferson est le principal rédacteur de la Déclaration d'indépendance des États-Unis en 1776, secrétaire d'État entre 1790 et 1793, puis vice-président de 1797 à 1801 et troisième président des États-Unis de 1801 à 1809. Le premier mandat présidentiel de Thomas Jefferson est marqué par d'importants succès comme l'(achat de la Louisiane), des réformes politiques et une certaine popularité. Le président prend officiellement ses fonctions le 4 mars 1801. La cérémonie se déroule pour la première fois à Washington, D.C., qui devient la capitale fédérale.
Les Américains affirment préférer George Washington à Thomas Jefferson. Selon un classement dressé par le magazine The Atlantic Monthly, il est le troisième Américain le plus influent de l'Histoire, derrière Abraham Lincoln et George Washington|.

## Dessin

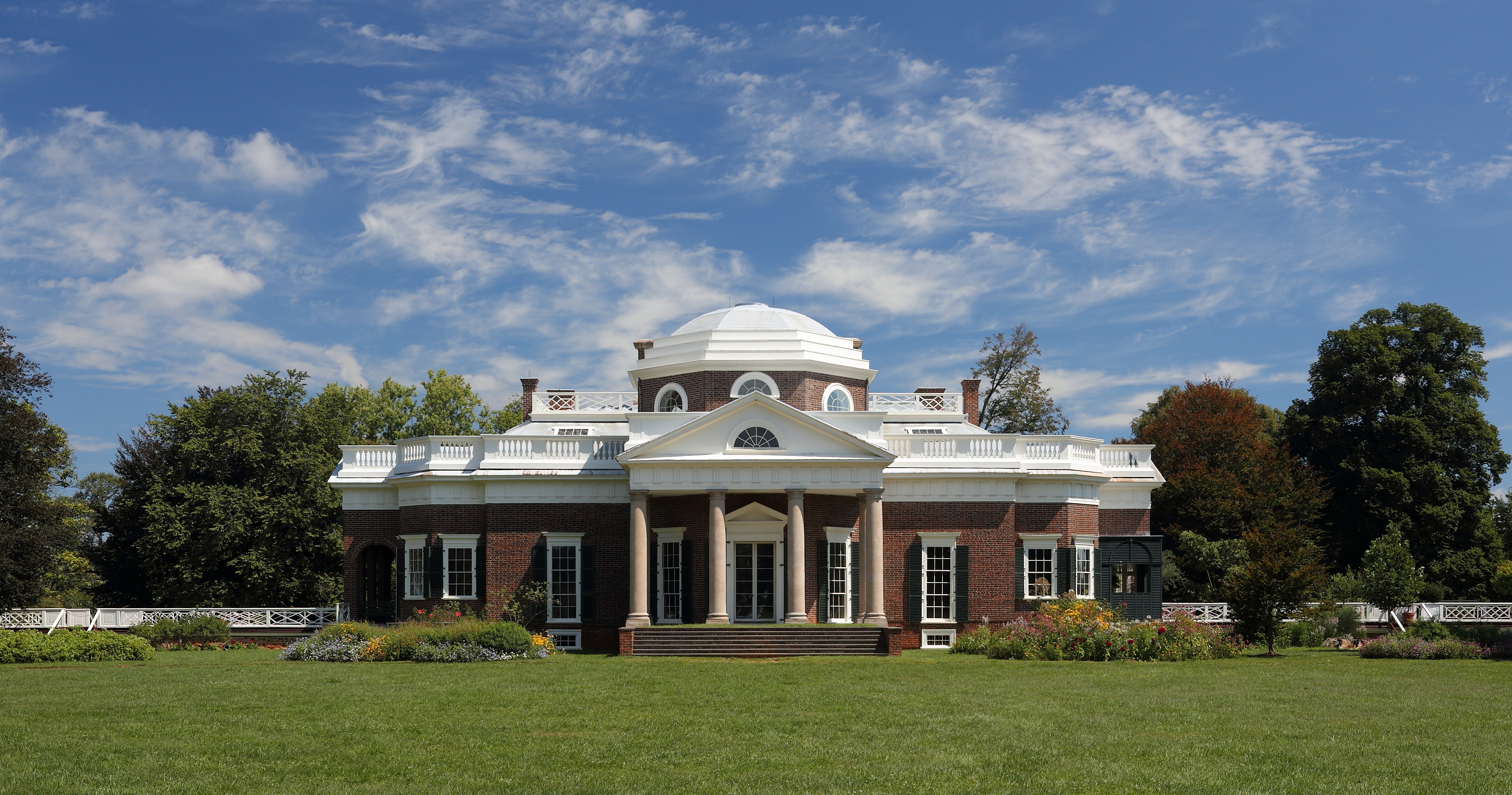
Monticello, en Virginie, la résidence de Thomas Jefferson, qui se retrouve sur le revers du dollar commémoratif.

Sur l'avers de la pièce, conçu par James Farrell, on trouve un buste de Thomas Jefferson tourné vers la gauche, tiré du portrait peint pour un médaillon par Gilbert Steward en 1805. La légende relative à l'événement commémoré est THOMAS JEFFERSON · ARCHITECT OF DEMOCRACY (Thomas Jefferson, architecte de la démocratie) et est accompagnée des devises IN GOD WE TRUST et LIBERTY, traditionnelles des pièces américaines. La double date qui apparaît, 1743-1993, fait référence à la fois au 250e anniversaire célébré et à la date de frappe,.
Quant au revers, œuvre du même graveur, il est caractérisé par une image de la façade de Monticello, en Virginie, qui est l'une des résidences de Thomas Jefferson. Cette image est tirée d'un dessin réalisé par le Historical American Buildings Survey du Service des parcs nationaux des États-Unis. Le revers est complété par les inscriptions MONTICELLO, la devise habituelle E PLURIBUS UNUM et les légendes relatives au nom du pays et à la valeur faciale de la pièce,.

## Production et vente
La loi qui autorise l'émission de cette pièce commémorative prévoit un tirage maximal de 600 000 exemplaires. La pièce est produite à la Monnaie de Philadelphie dans sa version brillant universel, tandis que la Monnaie de San Francisco se charge de la frappe des pièces avec une finition belle épreuve, et l'émission n'est pas disponible à l'achat par le public avant 1994,.
Sa production s'élève à 266 927 pièces dans sa condition brillant universel et 332 891 en version belle épreuve, ce qui donne un total de 599 818 exemplaires, pratiquement au maximum du tirage autorisé,.
Ce dollar commémoratif est commercialisé aux prix de 32 dollars en finition brillant universel et 35 dollar en version belle épreuve. Conformément à la loi autorisant la pièce, le bénéfice obtenu par la vente des premiers 500 000 exemplaires est destiné à la Thomas Jefferson Memorial Foundation, pour ses programmes éducatifs et l'entretien de la résidence de Jefferson à Monticello, en Virginie, ainsi que de son mobilier historique. La partie restante est accordée à la Corporation for Jefferson’s Poplar Forest, pour la préservation de Poplar Forest (en), la plantation qui sert de retraite à Jefferson, également en Virginie,.

## Distinctions
Le dollar en argent du 250e anniversaire de Thomas Jefferson est reconnu par le « Prix de la Monnaie de l'Année » en 1996 comme la monnaie la plus historiquement significative présentée en 1994, bien que la frappe ait lieu en 1993.

### Référence
(gl) Cet article est partiellement ou en totalité issu de la page de Wikipédia en galicien intitulée « Dólar de prata do bicentenario da Casa Branca » (voir la liste des auteurs).
1. ↑  Philippe Gloaguen, « Thomas Jefferson, ce président des États-Unis qui a nourri une passion bénéfique pour les vins de Bordeaux », sur Franceinfo, 12 août 2023 (consulté le 5 décembre 2023)
2. ↑  Cornélis de Wltt, « Thomas Jefferson: Sa Vie Et Sa Correspondance. Ii. Formation Et Triomphe Du Parti Démocratique Aux États-Unis », Revue des Deux Mondes (1829-1971), vol. 15, no 2,‎ 1858, p. 332–372 (ISSN 0035-1962, lire en ligne, consulté le 5 décembre 2023)
3. ↑  (en) « Thomas Jefferson | Biography, Political Career, & Facts | Britannica », sur Encyclopædia Britannica, 15 novembre 2023 (consulté le 5 décembre 2023)
4. ↑  Alisonne Sinard, « Thomas Jefferson, “un homme des Lumières” », sur France Culture, 31 octobre 2016 (consulté le 5 décembre 2023)
5. ↑  Claude Fohlen, Thomas Jefferson, Presses universitaires de Nancy, 1992 (ISBN 978-2-86480-544-1, lire en ligne), p. 111
6. ↑  « Abraham Lincoln, l'Américain le plus influent de l'Histoire », sur Le Monde, 22 novembre 2006.
7. 1 2 3 4  (en-US) « Commemorative | Jefferson 250th Dollar | U.S. Mint », sur United States Mint (consulté le 5 décembre 2023)
8. 1 2 3 4 5  (en) « 1 Dollar, Birth of Thomas Jefferson », sur en.numista.com (consulté le 5 décembre 2023)
9. ↑  (en) 103d Congress, « Public Law 103-186 », 14 décembre 1993
10. ↑  (en-US) Phaedon Hain-Kararakis, « Historical Coin Sales Figures: 1994 Thomas Jefferson | U.S. Mint », sur United States Mint, 20 juin 2016 (consulté le 5 décembre 2023)
11. ↑  (en) Donald Scarinci, Coin of the Year: Celebrating Three Decades of the Best in Coin Design and Craftsmanship, Krause Publications, 2015 (ISBN 978-1-4402-4476-6, lire en ligne)